# Namalycastis vuwaensis
Namalycastis vuwaensis är en ringmaskart som beskrevs av Ryan 1980. Namalycastis vuwaensis ingår i släktet Namalycastis och familjen Nereididae. Inga underarter finns listade i Catalogue of Life.